# Norra Kummelkläppen
Norra Kummelkläppen är ett skär i Åland (Finland). Det ligger i Skärgårdshavet och i kommunerna Kökar och Pargas i landskapen Åland och Egentliga Finland, i den sydvästra delen av landet. Ön ligger omkring 74 kilometer öster om Mariehamn och omkring 210 kilometer väster om Helsingfors.
Öns area är 0,5 hektar och dess största längd är 140 meter i nord-sydlig riktning. Trakten är glest befolkad. Närmaste större samhälle är Kökar, 18,1 km väster om Norra Kummelkläppen.